# باب سوق الشجرة (آيت عصو)
باب سوق الشجرة هو دُوَّار يقع بجماعة الصميعة، إقليم تازة، جهة فاس مكناس في المملكة المغربية. ينتمي الدوّار لمشيخة آيت عصو التي تضم 7 دواوير. يقدر عدد سكانه بـ 186 نسمة حسب الإحصاء الرسمي للسكان والسكنى لسنة 2004.

## روابط خارجية
- البوابة الوطنية للجماعات الترابية
- المندوبية السامية للتخطيط